# Vittorino Mantovani
Vittorino Mantovani (Casale sul Sile, 4 novembre 1937) è un ex calciatore italiano, di ruolo attaccante.

## Caratteristiche tecniche
Giocava come ala destra.

## Carriera

### Club
Dopo aver giocato per tre stagioni in IV Serie con il Treviso, dove ha marcato 29 reti nelle 81 partite giocate, Mantovani fu ceduto al Milan nell'estate del 1958: fece parte della rosa rossonera per la stagione 1958-1959, giocando un solo incontro, il 6 settembre 1958 contro il Bologna in Coppa Italia.
Avendo trovato poco spazio, Mantovani fu ceduto alla Triestina, in Serie B. Al suo primo campionato in seconda serie giocò 13 partite, segnando 2 reti. Nella stagione seguente fu impiegato in 8 gare, segnando un gol; rimase nella formazione alabardata anche dopo la retrocessione del club in Serie C, avvenuta al termine della stagione 1960-1961. Durante la Serie C 1961-1962 fu titolare, e giocò 21 partite, con 8 gol. Promosso nuovamente in Serie B, Mantovani disputò in questa categoria altri tre campionati con la Triestina, per un totale di altre 68 presenze e 16 gol. Nel 1965-1966 giocò l'ultima stagione con la formazione della Venezia Giulia, assommando 21 presenze e una rete in Serie C. In totale, con la Triestina conta 131 presenze, delle quali 89 in B e 42 in C, e 25 reti (16 in Serie B e 9 in Serie C).

## Palmarès

### Club

#### Competizioni nazionali
- Serie C: 1

Triestina: 1961-1962